# Eliminatórias para o Campeonato Africano das Nações de 2025 – Grupo F
O Grupo F das Eliminatórias para o Campeonato Africano das Nações de 2025 foi um dos doze grupos que definiram as equipes que se classificaram para o Campeonato Africano das Nações de 2025. Participaram quatro seleções: Angola, Gana, Níger e Sudão.

## Classificação
| Pos | Equipe | Pts | J | V | E | D | GP | GC | SG | Classificado                           |  |     |     |     |     |
| --- | ------ | --- | - | - | - | - | -- | -- | -- | -------------------------------------- |  | --- | --- | --- | --- |
| 1   | Angola | 14  | 6 | 4 | 2 | 0 | 7  | 2  | +5 | Campeonato Africano das Nações de 2025 |  | —   | 2–1 | 2–0 | 1–1 |
| 2   | Sudão  | 8   | 6 | 2 | 2 | 2 | 4  | 6  | −2 | Campeonato Africano das Nações de 2025 |  | 0–0 | —   | 1–0 | 2–0 |
| 3   | Níger  | 7   | 6 | 2 | 1 | 3 | 7  | 6  | +1 | Eliminado                              |  | 0–1 | 4–0 | —   | 1–1 |
| 4   | Gana   | 3   | 6 | 0 | 3 | 3 | 3  | 7  | −4 | Eliminado                              |  | 0–1 | 0–0 | 1–2 | —   |

## Partidas
| 4 de setembro de 2024 | Sudão    | 1 – 0     | Níger | Estádio de Juba, Juba (Sudão do Sul) |
| 15:00 (UTC+2)         | Eisa 51' | Relatório |       | Árbitro: CGO Jean Pierre Nguiene     |

| 5 de setembro de 2024 | Gana | 0 – 1     | Angola       | Estádio Baba Yara, Kumasi    |
| 16:00 (UTC+0)         |      | Relatório | Milson 90+3' | Árbitro: RWA Samuel Uwikunda |

| 9 de setembro de 2024 | Níger    | 1 – 1     | Gana      | Estádio Municipal de Berkane, Berkane (Marrocos) |
| 16:00 (UTC+1)         | Sako 81' | Relatório | Seidu 44' | Árbitro: GAM Lamin Jammeh                        |

| 9 de setembro de 2024 | Angola                         | 2 – 1     | Sudão        | Estádio 11 de Novembro, Talatona         |
| 20:00 (UTC+1)         | Mabululu 51' (pen) · Nteka 81' | Relatório | Karshoum 55' | Público: 35 000 Árbitro: MAR Jalal Jayed |

| 10 de outubro de 2024 | Gana | 0 – 0     | Sudão | Estádio Desportivo de Acra, Acra |
| 16:00 (UTC+0)         |      | Relatório |       | Árbitro: MRI Patrice Milazare    |

| 11 de outubro de 2024 | Angola                          | 2 – 0     | Níger | Estádio 11 de Novembro, Talatona |
| 20:00 (UTC+1)         | Mabululu 75' (pen) · Milson 85' | Relatório |       | Árbitro: GAB Pierre Atcho        |

| 15 de outubro de 2024 | Sudão                         | 2 – 0     | Gana | Estádio dos Mártires de Fevereiro, Bengasi (Líbia) |
| 15:00 (UTC+2)         | Al-Tash 62' · Abdelrahman 65' | Relatório |      | Árbitro: TUN Mehrez Melki                          |

| 15 de outubro de 2024 | Níger | 0 – 1     | Angola  | Estádio Larbi Zaouli, Casablanca (Marrocos) |
| 17:00 (UTC+1)         |       | Relatório | Zini 1' | Árbitro: SEN Adalbert Diouf                 |

| 14 de novembro de 2024 | Níger                                               | 4 – 0     | Sudão | Estádio de Kégué, Lomé (Togo) |
| 16:00 (UTC+0)          | Sosah 6', 45+3' (pen) · Oumarou 29' · Badamassi 51' | Relatório |       | Árbitro: MRI Ahmad Heeralall  |

| 15 de novembro de 2024 | Angola   | 1 – 1     | Gana     | Estádio 11 de Novembro, Talatona |
| 20:00 (UTC+1)          | Zini 64' | Relatório | Ayew 18' | Árbitro: BDI George Gatogato     |

| 18 de novembro de 2024 | Gana        | 1 – 2     | Níger                      | Estádio Desportivo de Acra, Acra |
| 16:00 (UTC+0)          | Afriyie 67' | Relatório | Badamassi 22' · Sako 90+2' | Árbitro: RWA Rulisa Fidele       |

| 18 de novembro de 2024 | Sudão | 0 – 0     | Angola | Estádio dos Mártires de Fevereiro, Bengasi (Líbia) |
| 18:00 (UTC+2)          |       | Relatório |        | Árbitro: BEN Adissa Ligali                         |